# 西游记成立史
本条目介绍《西游记》本身的成立、创作和发展历史。

## 作者

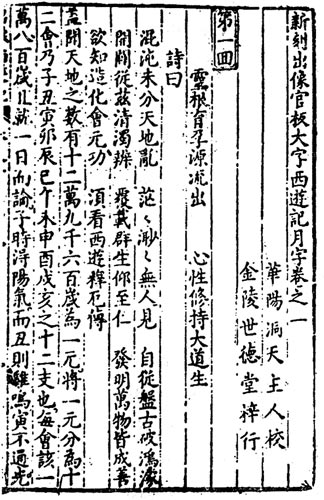
《西游记》活字印本，中文，16世纪。

现在出版的各本《西遊記》都署名吴承恩，但是自《西遊記》问世以来，就一直对其作者存有争议。明朝流传的《西遊記》，各种版本都没有署名。唯有明代万历二十年刊刻的世德堂本署名“华阳洞天主人校”。

### 「丘處機」說
《西遊記》用了很多煉丹的術語，有些段落參考自全真教經典，作者嫻熟全真教祖師王重陽、第二代掌教馬丹陽及其再傳弟子的思想，故明朝、清朝道士、文人以为《西遊記》是道士炼丹之书。清朝全真教徒，以及汪象旭在所撰的《西游证道书》中都提出《西遊記》为南宋时的丘处机所著。这一看法提出后，清朝的文人大多赞同。蒲松龄在《聊斋志异》齐天大圣一篇写道“孙悟空乃丘翁之寓言”。
清朝纪昀始疑此说，他查出小说的官制皆明制，寫作时代必为明代，不可能是元人丘处机，钱大昕认为《西遊記》中多处描写明朝的风土人情，而丘处机是南宋末人（是元明朝代以前的人）；此外《西遊記》中多处使用江淮官话尤其淮安话，而丘处机一生在华北活动，并未在淮安居住过。
丘處機另有《長春真人西遊記》，是中國道教全真派道士李志常撰寫的一本遊記，主要記述了其師丘處機和弟子應成吉思汗之邀遠赴中亞途中的見聞。書名與《西遊記》類似，但是內容是不相同的，可能是因此產生誤解。

### 「吳承恩」說
很多人认为吴承恩是小说《西遊記》的作者，阮葵生、丁晏、吴玉搢、冒广生都认为《天启淮安府志》中著录的“吴承恩《西游记》”就是小说《西游记》，即所謂的“所著杂记数种，名震一时”。
1980年以后，仍不断有学者对吴承恩的作者身份表示质疑。理由是今存吴承恩诗文及其友人或同時代之文人如李维桢、吴国荣、陈文烛、丘度等文字中从未提及撰写《西遊記》一事；二是《淮安府志》所载吴承恩著《西遊記》一事并未说明是演义、稗官，而通常情况下演义、稗官是不录入地方志的；三是在清朝藏书家黄虞稷所著《千顷堂书目》中吴承恩所著《西遊記》被列入舆地类（即地理类）。栾贵明等据《永乐大典》第13139卷有佚文“魏征梦斩泾河龙”，所引书籍题为“西游记”，提出《西游记》不可能为《永乐大典》成书一百年后的吴承恩所作的看法。且《西游记》一书中的诗词与吴承恩存世的作品对比起来，风格差异很大。

### 其他
亦有学者將《西遊記》作者推斷為李春芳或是陈元之。

## 故事來源
現在通行的《西遊記》是根據宋、元以來關於唐僧取經的故事和有關作品，如《大唐三藏取經詩話》、楊景賢雜劇《西遊記》等，加以擴充、組織和再創作而寫成。

### 玄奘
629年，唐朝僧人玄奘违反朝廷当时禁止百姓擅自西行的规定，从凉州偷渡出关，只身赴印度学习佛教教义。经过16年，在644年回国，并向唐太宗写信报告了情况。唐太宗下诏让他口述西行见闻，玄奘本人口述，由他的弟子辩机执笔写出《大唐西域记》。在玄奘逝世后，他的另外两名弟子慧立、彦悰将玄奘的生平以及西行经历又编纂成一本《大慈恩寺三藏法师传》，为了弘扬师父的业绩，在书中进行了一些神化玄奘的描写，这被认为是《西遊記》神话故事的开端。此后取经故事在社会流传，神异的色彩越来越浓厚。

### 佛經故事

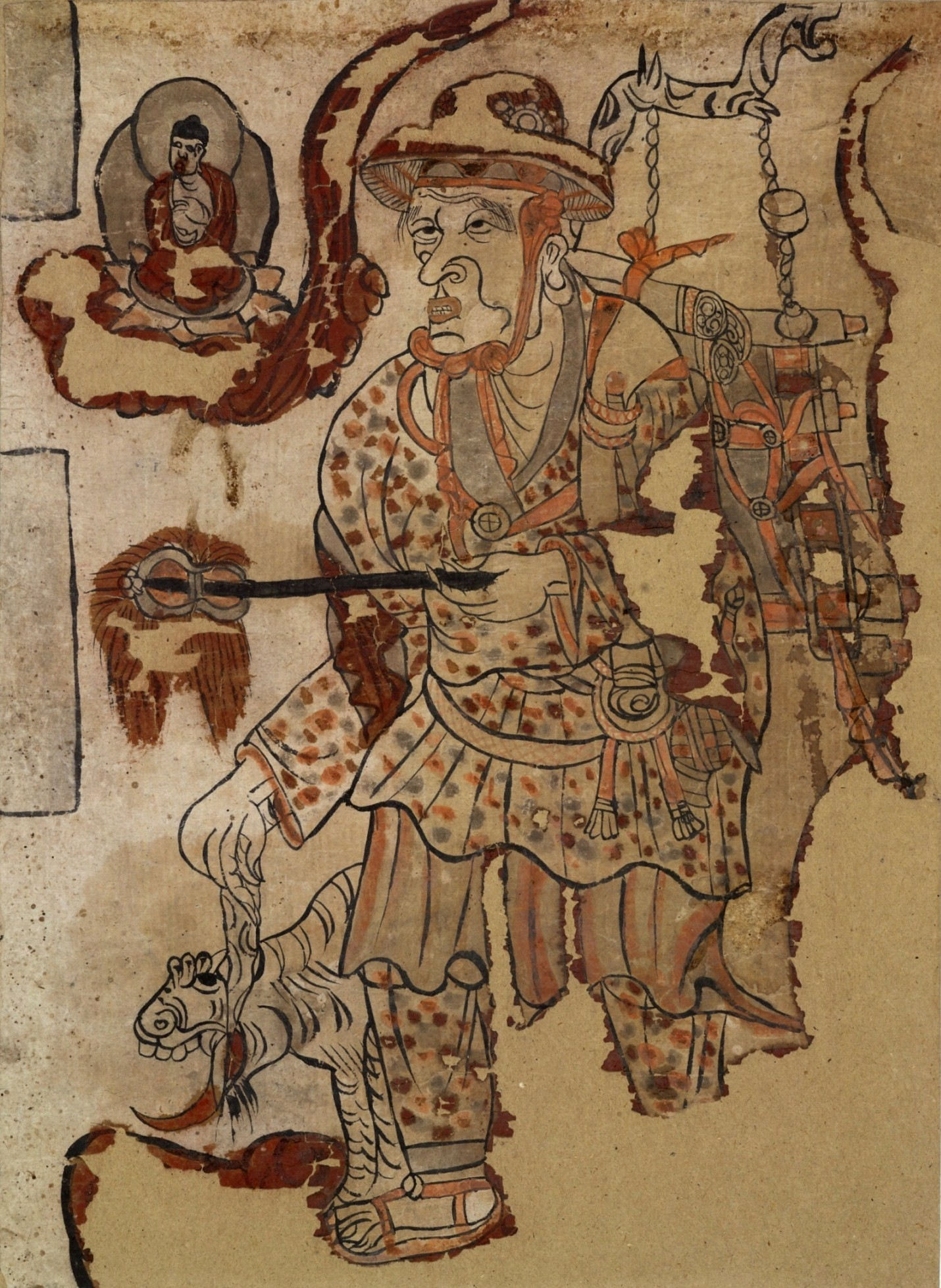
敦煌洞窟残留9世紀年間的壁画

某些人认为《西游记》有參考印度神話成分。陳寅恪指出孙悟空大闹天宫的故事，出自《贤愚经》卷一三《顶生于像品》。猪八戒的故事出自佛家经典《根本说一切有部毗奈耶杂事》。说得是牛卧比丘惊犯宫女的故事。《西遊記》有孫悟空入妖魔腹中，並威脅要喫掉對方的內臟的故事，在《中阿含經》亦有類似記載：“彼時魔王化作細形入尊者大目犍連腹中。大目犍連知魔王在其腹中，即從定寤，語魔王曰：汝波旬出！汝波旬出，莫觸嬈如來，亦莫觸嬈如來弟子。莫於長夜無義無饒益，必生惡處受無量苦！於是魔波旬化作細形，從口中出，在尊者大目犍連前立。”。但是，此说无法提供证据表明《西游记》作者知道这些印度故事，当时，这些印度故事在中国流传不广，这些佛经也并不广为人知，各种妖魔鬼怪的故事在中国文学史上也有先例（例如《搜神记》），这些故事也仅仅是个别地方与《西游记》有点类似而已，并不能确证它们一定起源于印度，很可能只是巧合。

### 話本、戲曲
在唐朝后期和五代时期的许多记载中已经出现了西行取经的故事。现存敦煌石窟的玄奘取经壁画，大约作于西夏初年，已经出现持棒猴行者形象；南宋刊印的话本《大唐三藏取经诗话》，已经有猴行者化作白衣秀士，自称“花果山紫云洞八万四千铜头铁额猕猴王”和“深沙神”。
宋元南戏有《陈光蕊江流和尚》，吴昌龄作杂剧《唐三藏西天取经》已经有师徒四众，元朝楊景賢作雜劇《西遊記》；元末明初的杂剧《二郎神锁齐天大圣》和《西遊記》描写了孙悟空的来历；明初朝鲜的汉语教材《朴通事谚解》提到有《西遊記平话》，其中概括复述“车迟国鬥法”一段，和《西遊記》第46回十分相似；明代《永乐大典》第13139卷有“梦斩泾河龙”，和《西遊記》第10回基本相同。

## 后续发展

### 文學作品
《西遊記》中的许多形象，例如孙悟空、猪八戒等对於中国人来说几乎是家喻户晓的。《西遊記》系统地反映了中國儒、释、道三教合流的思想体系，将道教的天上、地狱和海洋的神仙体系与佛教的西天揉合到一起，并在同时执行“世上没有不忠不孝的神仙”的儒教思想。《西遊記》提出“皇帝轮流作，明年到我家”的大胆言论。同时这本书中神仙体系的描绘正是作者当时生活的明朝政治社会的缩影。西游记被认为是隐喻很深的雜合道、佛的书籍。
馮夢龍將《水滸傳》與《三國演義》、《西遊記》、《金瓶梅》定為「四大奇書」。《紅樓夢》出現後取代《金瓶梅》，《西遊記》與《三國演義》、《水滸傳》、《紅樓夢》共列中國古典「四大名著」，成為今日通行觀點。法国当代文学权威艾登堡稱：“没读过《西游记》正像没读过托尔斯泰或陀斯妥也夫斯基一样，这种人侈谈小说理论，可谓大胆。”台大政治系1950年代萨孟武教授与主任，着西游记看政治一部，萨认为西是一影射嘲讽小说，三个徒弟即三毒贪嗔癡，贪即沙僧寻宝，嗔即孙易怒坏脾气，癡即猪好色，后又加慢疑，即龙马慢，唐僧易生疑，但透过西行让五者互相磨合修行，通过八十一道魔考，最后取经成功，1553年英国名剧作家莎士比亚诞生，西游记发表于1560年代中，即明神宗初年，作品成功，鼓励扬州陆西星道长于1560年代尾发表《封神榜》。

### 民間宗教
生活在明朝時期的羅教開創者羅清兵仕顯然受到了《西遊記》的影響，甚至可能把它所記載的故事視為真實發生過的事情。羅清在其作品《嘆世無為卷》中提及了唐僧取經一事。
然而，羅清的去世年份（1527年）早於《西遊記》的出版年份（1592年），不知道羅清從哪裡了解關於唐僧取經一事的故事。